# Atsushi Sakurai
Atsushi Sakurai (jap. 櫻井敦司  Sakurai Atsushi; ur. 7 marca 1966 w Fujioce, zm. 19 października 2023) – japoński piosenkarz, autor tekstów i poeta. Od 1985 był wokalistą w zespole BUCK-TICK, gdzie początkowo pełnił funkcję perkusisty. W 2001 roku Atsushi Sakurai był także wokalistą i twórcą tekstów w zespole Schwein. W 1992 roku artysta wyjechał do Wielkiej Brytanii, aby razem z zespołem Clan of Xymox (wówczas funkcjonującym jako Xymox) nagrać piosenkę zatytułowaną "Yokan ~ Premonition ~". W 2004 roku Atsushi Sakurai rozpoczął karierę solową, wydał tom poezji i zadebiutował jako aktor w filmie Longinus. Jego piosenka zatytułowana "Wakusei" została użyta na ścieżce dźwiękowej do japońskiego horroru Saigo no bansan (The Last Supper).
W przygotowaniu pierwszego solowego albumu, Ai no Wakusei, artyście pomagali muzycy z takich zespołów jak np. The Mission i Cocteau Twins. Ponadto Atsushi Sakurai ma na swoim koncie covery z repertuaru takich wykonawców jak: David Bowie, Édith Piaf i Gazebo.
Zmarł 19 października 2023 na wylew krwi do pnia mózgu w wieku 57 lat.

## Dorobek artystyczny
Albumy studyjne
| Rok  | Dane dot. albumu                                        | Najwyższa pozycja |
| Rok  | Dane dot. albumu                                        | JPN (Oricon)      |
| ---- | ------------------------------------------------------- | ----------------- |
| 2004 | Ai no wakusei (jap. 愛の惑星) - Wydany: 23 czerwca 2004 | 4                 |

Single
- [2004.05.26] - Sacrifice
- [2004.07.21] - Taiji / Smell
- [2005.02.23] - Wakusei ~ Rebirth ~

DVD
- [2004.08.25] - Longinus
- [2004.12.16] - Explosion ~ Ai no Wakusei Live 2004 ~

Książki
- [2004.07.14] - Yasou
- [2004.07.20] - Sacrifice

Kompilacje
- [1992.03.21] - Dance 2 Noise 002 (zawiera piosenkę "Yokan" skomponowaną przez Clan of Xymox)

Inne
- [2004.00.00] - Explosion (płytka zawierająca 2 utwory wydana jedynie w 2000 egzemplarzy jako nagroda w specjalnym konkursie)